# Martín Maldonado
Martín Benjamín Maldonado Valdés (16 de agosto de 1986) es un receptor puertorriqueño de béisbol profesional que juega para los Padres de San Diego de las Grandes Ligas (MLB). Anteriormente jugó con los Milwaukee Brewers, Los Angeles Angels, Kansas City Royals, Chicago Cubs y Boston Red Sox
En 2017 ganó el Guante de Oro de la Liga Americana al ser considerado el mejor receptor defensivo de la temporada.

## Carrera profesional
Maldonado fue reclutado por los Anaheim Angels en la 27ma ronda del draft de 2004. Jugó su primera temporada profesional para los Arizona League Angels de la liga de novatos. En 2005, nuevamente jugó para Arizona y los Orem Owlz. Después de jugar una temporada más para los Arizona Angels en 2006, fue liberado.

### Milwaukee Brewers
En 2007, Maldonado firmó un contrato de ligas menores con los Cerveceros de Milwaukee y jugó para los West Virginia Power de Clase A en la South Atlantic League. En 2008, jugó para los Brevard County Manatees de Clase A-avanzada en la Florida State League y los Huntsville Stars de Clase AA en la Liga Sureña. Comenzó la temporada 2009 con los Manatees, pero fue convocado a los Nashville Sounds de la Liga de la Costa del Pacífico de Clase AAA a mitad de temporada. Sin embargo, regresó a los Manatees para terminar la temporada 2009.
Maldonado jugó la mayoría de 2010 con Nashville, pero también pasó tiempo con Huntsville y Brevard County. Hizo su debut en Grandes Ligas el 3 de septiembre de 2011 y participó en tres juegos para los Cerveceros después de su llamada, recibiendo un ponche en su único turno al bate.
Maldonado fue llamado a los Cerveceros una vez más en mayo de 2012, cuando el receptor titular Jonathan Lucroy se lesionó una mano debido a que su esposa dejó caer una maleta sobre él. Jugó en un total de 78 juegos con los Cerveceros en 2012, y permaneció en las mayores para la temporada 2013.
Maldonado es conocido por su participación en una jugada inusual en la que se desprendió la cubierta de la pelota de béisbol. En un juego contra los Piratas de Pittsburgh el 18 de abril de 2014, Maldonado conectó un roletazo a tercera base. Sin embargo, para cuando el antesalista de los Piratas, Pedro Álvarez, atrapó la bola, la cubierta se había desprendido parcialmente de la misma y colgaba del costado; Álvarez lanzó la pelota a primera base de todos modos, pero la bola se vino abajo en el aire y llegó dando saltos. El 10 de mayo de 2015, Maldonado conectó un sencillo ganador contra los Cachorros de Chicago, el primero de su carrera en las mayores. El 31 de mayo de 2015, Maldonado fue el receptor en un juego de 17 entradas y conectó el jonrón ganador ante los Diamondbacks de Arizona, su primer jonrón ganador.

### Los Angeles Angels
El 13 de diciembre de 2016, Maldonado y Drew Gagnon fueron cambiados a los Angelinos de Los Angeles por Jett Bandy. Maldonado fue nombrado receptor titular y jugó 138 partidos en 2017, la cantidad más alta en su carrera. Al finalizar la temporada, registró un promedio de bateo de .221 con 14 jonrones y 38 impulsadas, y fue premiado con el Guante de Oro de la Liga Americana por su excelente desempeño en la receptoría.

### Houston Astros
El 26 de julio de 2018, Maldonado fue traspasado a los Astros de Houston a cambio del lanzador Patrick Sandoval y dinero en efectivo. Finalizó la temporada 2018 con promedio de bateo de .225, nueve jonrones y 44 impulsadas en 119 juegos, y se convirtió en agente libre.

### Kansas City Royals
Los Reales de Kansas City firmaron a Maldonado con un contrato de un año y $2.5 millones el 11 de marzo de 2019, luego de una lesión de Salvador Pérez. Bateó .227/.291/.366 para los Reales con seis jonrones y 17 impulsadas en 74 juegos. 

### Chicago Cubs
El 15 de julio, los Reales cambiaron a Maldonado a los Cachorros de Chicago a cambio del lanzador zurdo Mike Montgomery. Tuvo 11 turnos al bate con los Cachorros, en los que no pudo conseguir un hit.

### Houston Astros (segundo período)
El 31 de julio de 2019, los Cachorros cambiaron a Maldonado a los Astros de Houston a cambio del jardinero Tony Kemp. Bateó .202 en 84 turnos al bate con seis jonrones y 10 impulsadas. En defensa, expulsó a uno de los 11 intentos de robo de bases con los Astros.
Maldonado fue el receptor personal de Gerrit Cole durante este período. En 10 aperturas con Maldonado detrás del plato, Cole lregistró una efectividad de 1.57.
El 23 de diciembre de 2019, Maldonado firmó un contrato de dos años con los Astros por un valor de $7 millones.
En la temporada acortada de 2020, bateó .215/.350/.378 con seis jonrones y 24 carreras impulsadas en 135 turnos al bate. 